# Маларік
Маларік або Амаларік (*д/н —585) — правитель свевів і претендент на корону у 585 році.

## Біографія
Про походження немає відомостей. Напевне був представником військової аристократії. У 585 році, після того, як останнього короля, Аудека, було переможено і захоплено вестготами, Маларік прийняв титул короля і намагався в ході повстання відвоювати королівство свевів, але не домігся успіху. Про ці події згадує у своїй хроніці Іоанн Бікларський: «Маларік, що претендував на тиранію в Галісії, наче бажав правити, але відразу переможений полководцями короля Леовігільда, його було захоплено й відправлено зв'язаним до Леовігільда». Там як заколотника страчено. Після цього королівство свевів остаточно було підкорено вестготами.